# Albertus Parisiensis
Albertus Parisiensis (auch Albertus Stampensis; * vor 1140; †  nach 1176) war ein französischer Sänger und Komponist.

## Leben und Wirken
Albert stammte wahrscheinlich aus Étampes im Arrondissement Mirande. In der einzigen Phase seines Lebens, die dokumentiert ist, zwischen 1146 und 1177 war er Sänger an der Kathedrale Notre-Dame de Paris (Île de la Cité). Er hinterließ der Kathedrale eine Anzahl liturgischer Bücher. Das einzige überlieferte Stück aus seiner Feder ist der Conductus Congaudeant Catholici, der im Jakobsbuch enthalten ist und im dort zugeschrieben wird.

## Einspielungen
Der Conductus Congaudeant Catholici wurde von diversen Ensembles eingespielt.
- Ensemble Venance Fortunat unter der Leitung von Anne-Marie Deschamps auf der LP Codex Calixtinus beim Label Solstice, 1985
- Ensemble Sequentia unter der Leitung von Benjamin Bagby beim Label Deutsche Harmonia Mundi mit dem WDR als Koproduzenten, 1992
- Odhecaton Ensemble für alte Musik Köln auf der CD In Gottes Namen Fahren Wir (Pilgerlieder Aus Mittelalter Und Renaissance) beim Label  FONO Schallplatten GmbH, 1993
- Theatre Of Voices unter der Leitung von Paul Hillier auf der CD The Age Of Cathedrals beim Label Harmonia Mundi, 1996
- Schola Bamberg unter der Leitung von Werner Pees auf der CD Pilgrimage To Santiago beim Label Christophorus, 2011